# Hudson (Massachusetts)
Hudson é uma vila localizada no condado de Middlesex no estado estadounidense de Massachusetts. No Censo de 2010 tinha uma população de 19.063 habitantes e uma densidade populacional de 620,28 pessoas por km².

## Geografia
Hudson encontra-se localizado nas coordenadas 42° 23′ 21″ N, 71° 32′ 45″ O. Segundo o Departamento do Censo dos Estados Unidos, Hudson tem uma superfície total de 30.73 km², da qual 29.84 km² correspondem a terra firme e (2.9%) 0.89 km² é água.

## Demografia
Segundo o censo de 2010, tinha 19.063 pessoas residindo em Hudson. A densidade populacional era de 620,28 hab./km². Dos 19.063 habitantes, Hudson estava composto pelo 91.66% brancos, o 1.52% eram afroamericanos, o 0.14% eram amerindios, o 2.26% eram asiáticos, o 0% eram insulares do Pacífico, o 2.32% eram de outras raças e o 2.1% pertenciam a duas ou mais raças. Do total da população o 4.27% eram hispanos ou latinos de qualquer raça.